# Blomia
Blomia es un género con dos especies de plantas de flores perteneciente a la familia Sapindaceae. 

## Especies seleccionadas
- Blomia cupanioides
- Blomia prisca

## Sinónimo
- Tikalia